# 火影忍者劇場版：忍者之路
《火影忍者劇場版 忍者之路》（ROAD TO NINJA -NARUTO THE MOVIE-）是《火影忍者疾風傳》電影系列的第六部，於2012年7月28日開始在日本戲院上映，臺灣已在2012年11月16日開始上映。這是為紀念《火影忍者》動畫首播十週年而特別製作的，也是第一部由漫畫作者岸本齊史親自編劇的《火影忍者》電影作品。

## 劇情
16年前，神秘“面具男”入侵木葉忍者村釋放九尾妖狐，當時的第四代火影·波風湊以自我犧牲的形式將九尾封印，同時將一半九尾查克拉封印在剛出世的兒子漩渦鳴人體內。時光流逝，如今16歲的鳴人與所有同期夥伴，在一處名為「修煉洞窟」的遺址對抗本已消滅的「曉」，靠正面迎擊成功將全員擊退。回村子後，鳴人看著其他夥伴各自因擊退強敵而受到讚賞，同時也從各自父母獲得提交上忍申請書的機會，因而感到落寞與焦躁，跟照料他許久的伊魯卡也發生衝突，負氣出走時巧遇剛因不滿父母的囉嗦與管教而任性離家的小櫻。兩人在公園裡獨處時，鳴人白天戰鬥時腿上留下的追蹤術式閃現，曉的幕後首領鳶隨之現身。只見鳶往兩人上方扔出一顆紅色水晶球、對著月亮照出強光，使鳴人和小櫻陷入幻術世界中，鳶將其稱作「無限月讀」的試作品：限定月讀。
鳴人和小櫻在幻術世界中雖然遇見他們熟悉的夥伴，然而每人都具有跟現實相反的人格，現實中已離村的宇智波佐助同樣在村子裡。不僅如此，該世界實現鳴人和小櫻內心最大的願望，小櫻的父母均已為保護村子而犧牲，父親春野兆更是第四代火影，讓小櫻初次體驗沒有父母管制的美好生活。鳴人得知自己在這裡名叫「筍乾」，發現自己父母湊和九品還活著，且都身為普通上忍。但父母的出現讓鳴人一時難以接受，使他將這對父母視為冒牌貨。由於無法解開幻術，兩人只能順其自然，在第五代火影·綱手的命令下參與取回《朱月之書》的任務，其被已殉職的自來也死前藏於一處結界中。
鳴人同時得知該世界近期出現一名“面具男”正在收集尾獸、抓捕祭品之力，懷疑對方就是鳶後，便跟小櫻參與取書任務、藉以找到鳶而回去現實。但在任務時，鳴人試圖靠自己穿過結界取書，但受到妙木山的蛤蟆軍團越加阻攔，九品為保護鳴人而受傷。朱月之書成功獲取，首次被父母保護的鳴人陷入心理矛盾，但在父母的擁抱下開始慢慢接受眼前的美好。鳴人回村後第一件事就是回家跟父母團圓，一起慶祝九品的生日，而在家無人陪伴的小櫻逐漸厭倦這種寂寞生活，體會到鳴人一直以來的感受。小櫻最終決定想辦法回去現實，但眼看著鳴人開心地跟父母生活，實在不忍心說服他離開。
當晚，“面具男”駕馭著「九面獸」侵襲木葉村，企圖奪走剛被眾人取回的朱月之書，以各種詭異術式禁錮住大部分上忍。鳴人和小櫻這時出手，得知這名“面具男”雖然不是鳶、卻跟鳶有交集。由於拿不到朱月之書，面具男擄走小櫻作為人質，命令村子用書交換她的性命，走前用「大螺旋輪虞」將木葉村炸為平地。鳴人醒後馬上想去救小櫻，然而湊和九品非但不願為別人冒生命危險，甚至“不相信”兒子的力量。鳴人最終意識到理想與現實的差異，對他們坦白自己的真實身份與真正父母後，披上小櫻包內裝有的第四代火影袍，拿上湊的一枚飛雷神苦無獨自前去。小櫻被囚禁在幻術世界中的修煉洞窟，同時遇見能自如進出世界的鳶。鳴人很快趕到跟面具男展開對決，然而無法一人對抗九面獸，直到幻術世界裡的僱傭兵團曉組織，受綱手傳喚前來援助他們，才讓鳴人獲得反擊機會。
面具男揭示自己實為幻術世界中的“黑鳴人”，將九面獸吸回自己體內後召喚出黑九尾。為確保鳴人能與之抗衡，九尾短暫跟鳴人達成共識，結合力量展開尾獸惡戰。過程將修煉洞窟嚴重摧毀，黑鳴人最終不敵而落敗，然而鳶把握住機會，親自附身在黑鳴人身上從而“實體化”，打算故伎重演16年前的九尾抽取過程。當時封印處於最薄弱狀態的鳴人，不慎直視鳶的寫輪眼，霎那間失去所有記憶，直到小櫻出手制止鳶抽取九尾。頭腦空白的鳴人看到眼前損壞的朱月之書，被其螺旋形狀與“力量”喚回自己一直以來經歷的友情、修煉等等各種回憶，及時清醒後使出螺旋丸，並以父親曾用過的“飛雷神二段”之相似手段擊敗鳶。當湊和九品前來援助時，鳶便作罷而離開黑鳴人的身體，使其從“怨恨”中解脫。鳴人將飛雷神苦無扔向鳶的寫輪眼，摧毀幻術世界而開始跟小櫻回歸現實，走前跟這裡的父母道別。
兩人回歸現實後向綱手匯報這件事，返回各自原來的生活，但這一旅程讓鳴人和小櫻都學會懂得珍惜現有的一切，小櫻跟父母團聚，發誓從此不再抱怨，鳴人回去自己公寓後也跟等候多時的伊魯卡重聚並和好，領會自己已經有家人陪伴。

## 登场角色

### 第七班
- 漩渦鳴人 - 竹內順子（日本）／蔣篤慧（台灣）

本作的主角，九尾的祭品之力，本作中被鳶困在限定月讀的世界里。因為世界的扭曲所以父母健在。起初對月讀世界的一切感到抵制，後來在被九品救下後接受這一切，因為鳶在月讀的世界裡完成鳴人從小的夢想--與親人在一起（雖然只是幻境），漸漸的不想離開這個世界。
九尾妖狐 - 玄田哲章（日本）
封印在鳴人體內的尾獸，為了對抗面具男最終與鳴人協力作戰。
- 春野櫻 - 中村千繪（日本）／丘梅君（台灣）

本作女主角。與鳴人一樣被鳶困在限定月讀世界中。在月讀中父親是四代火影且父母雙雙戰死因此成為英雄之后而備受尊敬，初期很享受月讀世界的情況，但是后期因為感受到失去父母的痛苦而想回到現實世界。另一方面，在鳴人和小櫻被困在限定月讀世界中時（非劇場版時間），月讀世界的小櫻以失憶的狀態走訪真實世界（火影忍者疾風傳491話）。
- 旗木卡卡西 - 井上和彥（日本）／陳幼文（台灣）

第七班的隊長，看似有氣無力卻實力強悍。在月讀世界中性格熱血，戰鬥中持續使用寫輪眼，但是也因此在戰鬥中總是體能不支。
- 祭 - 日野聰（日本）／郭馨雅（台灣）

第七班的候補，原為「根」的一員，在月讀世界中不再畫水墨畫而改為油畫，畫技也變得拙劣。
- 宇智波佐助- 杉山紀彰（日本）／林凱羚（台灣）

鳴人和小櫻的重要同伴，在月讀世界中不再是叛忍而是留在木葉，並是喜好對女性花言巧語的花花公子。

### 鳴人與小櫻的父母
- 波風湊 - 森川智之（日本）／林協忠（台灣）

鳴人的生父，現實中的已故第四代火影。在限定月讀世界裡，他沒有成為火影，只是一名上忍。
- 漩渦九品 - 篠原惠美（日本）／蔣篤慧（台灣）

鳴人的生母，現實中為已故的前任九尾祭品之力。在限定月讀世界裡，她體內從未有過九尾，但人格與現實一致。
- 春野兆 - 松本保典（日本）／何志威（台灣）

小櫻的生父，現實中是一名普通人，平易近人又愛開玩笑。但在限定月讀世界裡，他身為已故第四代火影。
- 春野芽吹 - 伊仓一惠（日本）／郭馨雅（台灣）

小櫻的生母，現實中同樣是普通人，關愛著小櫻而時常愛嘮叨。在限定月讀世界裡，她身為精英上忍，與丈夫共同為保護木葉而犧牲。

### 第十班
- 奈良鹿丸 - 森久保祥太郎（日本）／林協忠（台灣）

月讀世界中成了低智商的笨蛋，連基本的1500除以三都無法計算。同時變得很貪吃，體態與現實世界要胖。與丁次總是發生爭執。
- 山中井野 - 柚木涼香（日本）／林凱羚（台灣）

月讀世界中性格變得溫柔且害羞，著裝也變成比較保守的衣服。當鹿丸與丁次爭吵時會勸架。對其他人也會用禮貌地稱呼說話。
- 秋道丁次 - 伊藤健太郎（日本）／陳幼文（台灣）

月讀世界中變得冷靜沉穩而聰明，中等身材，不貪吃。衣服上的繡字也變成了「職」（現實世界是「食」）。

### 第三班
- 阿凱 - 江原正士（日本）／林協忠（台灣）

第三班老師，月讀世界中變得頹廢，與卡卡西完全相反。
- 李洛克 - 增川洋一（日本）／丘梅君（台灣）

月讀世界中外貌看似無變化，但卻是一名偷內衣的異裝癖。
- 日向寧次 - 远近孝一（日本）／林凱羚（台灣）

月讀世界中變成了色狼，在浴池中用白眼偷窺女浴室。
- 天天 - 田村由香里（日本）／蔣篤慧（台灣）

月讀世界中不擅長使用忍具，導致身上有多處被自己的忍具劃出的傷痕，衣服上全是補丁，臉上也貼滿了創可貼。

### 第八班
- 日向雛田 - 水樹奈奈（日本）／林凱羚（台灣）

月讀世界中變為毒舌、蠻橫。因為喜歡面麻，所以對小櫻極度敵視，并鮮明表現對面麻（鳴人）的喜愛同時警告小櫻不要對面麻出手否則就殺了她的話語。與現實不同在于穿著暴露同時涂著濃重的口紅。
- 犬塚牙 - 鸟海浩辅（日本）／何志威（台灣）

月讀世界中厭惡狗而喜歡貓，與赤丸關係很僵。而赤丸則經常襲擊牙。
- 油女志乃 - 川田绅司（日本）／林協忠（台灣）

月讀世界中討厭蟲子和被無視(二者讀音相同)。隨身攜帶殺蟲劑用以殺蟲。

### 曉
在月讀世界中則是中立的忍者傭兵組織，接受綱手僱傭協助鳴人對抗面具男（其中成員不包含鳶與絕）。
- 宇智波帶土／鳶 - 內田直哉（日本）／林協忠（台灣）

曉的幕后黑手，限定月讀的實施者，自稱是「宇智波斑」。在月讀世界中無法實體化因此通過黑鳴人偷襲鳴人。在黑鳴人戰敗后附體黑鳴人獲得身體繼續與鳴人戰鬥。
- 絕 - 飛田展男（日本）／林協忠【黑】；陳幼文【白】（台灣）

曉的“偵查員”，平時跟著鳶共同行動。
- 地達羅 - 川本克彥（日本）／何志威（台灣）

岩忍叛忍，以爆炸為藝術，以引爆粘土為武器。
- 宇智波鼬 - 石川英郎（日本）／何志威（台灣）

木葉叛忍，佐助之兄。最終解救被黑鳴人抓住的小櫻。
- 飛段 - てらそままさき（日本）／林協忠（台灣）

湯忍叛忍，不死之身的忍者。
- 角都 - 土師孝也（日本）／何志威（台灣）

瀧忍叛忍，地怨虞使用者。
- 赤砂之蝎

砂忍叛忍，傀儡山椒魚使用者。本作中都沒台詞，故無聲優。
- 培因

原作中曉的首領，輪回眼持有者。本作中都沒台詞，故無聲優。
- 小南

紙遁使用者。本作中都沒台詞，故無聲優。
- 干柿鬼鮫 - 檀臣幸（日本）／何志威（台灣）

前忍刀七人眾之一。大刀鮫肌很中意九面獸之一的死神查克拉

### 面具男
- 黑鳴人（漩渦筍乾） - 竹內順子（日本）／蔣篤慧（台灣）

對於力量很執著，到處收集血繼限界，導致鳴人將其誤認為“面具男”宇智波斑（宇智波帶土），召喚出黑九尾與鳴人對決，是限定月讀世界的九品和湊的兒子。
九面獸（本體：九面子狐）
青龍
白虎
朱雀
玄武
金蛇
南斗仙人
北斗仙人
死神
天女
黑九尾

### 其他
- 海野伊魯卡 - 關俊彥（日本）／陳幼文（台灣）
- 秋道丁座 - 福田信昭（日本）／何志威（台灣）
- 山中亥一 - 中村大樹（日本）／林協忠（台灣）
- 犬塚爪 - 藤生聖子（日本）
- 自來也 - 大塚芳忠（日本）／陳幼文（台灣）
- 綱手 -勝生真沙子（日本）／丘梅君（台灣）
- 靜音 - 根本圭子（日本）／郭馨雅（台灣）
- 蛤蟆文太  - 中博史（日本）／林協忠（台灣）
- 蛤蟆力 - 櫻井敏治（日本）
- 豚豚

月读世界中是一只黑色的猪。

## 電影主题曲
- 《それでは，また明日》演唱：ASIAN KUNG-FU GENERATION

## 制作人员
- 原作 - 岸本齊史（集英社《週刊少年JUMP》連載）
- 企劃、故事、角色設定 - 岸本齊史
- 导演 - 伊達勇登
- 角色設定 - 西尾鐵也、鈴木博文
- 音樂 - 高梨康治、刃-yaiba-
- 出品 - 東寶
- 動畫制作 - Studio Pierrot
- 製作 - 劇場版NARUTO製作委員會（東京電視臺、集英社、Studio Pierrot、ANIPLEX、電通、BANDAI）

## 外部連結
- （日語）官方網站
- （日語）官網釋出最新宣傳影片 （页面存档备份，存于）

| 華視 星期三20:00-22:00節目 | 華視 星期三20:00-22:00節目               | 華視 星期三20:00-22:00節目 |
| -------------------------- | ---------------------------------------- | -------------------------- |
|                            | 火影忍者劇場版 忍者之路 （2015年1月7日） |                            |
| 火影忍者剧场版 血狱        | 烏龍派出所特別篇                         |                            |

| Animax 星期六 23:00－25:00 節目 | Animax 星期六 23:00－25:00 節目             | Animax 星期六 23:00－25:00 節目 |
| ------------------------------- | ------------------------------------------- | ------------------------------- |
|                                 | 火影忍者劇場版：忍者之路 （2016年12月31日） |                                 |
| 火影忍者劇場版：夢幻的地底遺跡  | —                                           |                                 |